# Monte Gébroulaz
Il Monte Gébroulaz (3.511 m s.l.m.) è una montagna delle Alpi Graie (sottosezione Alpi della Vanoise e del Grand Arc).

## Toponimo
Gébroulaz è un toponimo derivato dal gallico gabra (con il suffisso diminutivo oulaz), che designava la femmina del camoscio.

## Descrizione
La montagna si trova tra l'Aiguille de Péclet e l'Aiguille de Polset.

## Accesso alla vetta
È possibile salire sulla montagna lungo il suo versante nord partendo da Val Thorens e passando per il Colle di Thorens (3.114 m).